# Lan đoản kiếm hai màu
Lan đoản kiếm hai màu (danh pháp hai phần: Cymbidium bicolor, tên tiếng Anh là Two-colored Cymbidium) là một loài phong lan.
Cây phân bố ở châu Á nhiệt đới. Tại Việt Nam, cây có mặt ở khu vực Tây Nguyên.